# Paul Birch (attore)
Paul Birch, nato Paul Smith (Atmore, 13 gennaio 1912 – Saint George's, 24 maggio 1969), è stato un attore statunitense.
Ha recitato in oltre 60 film dal 1945 al 1967 ed è apparso in oltre 70 produzioni televisive dal 1952 al 1966.

## Biografia
Paul Birch nacque a Atmore, in Alabama, il 13 gennaio 1912. Lavorò in teatro a Broadway fino all'inizio degli anni cinquanta. Per la televisione, interpretò, tra gli altri, il ruolo di Mike Malone in 47 episodi della serie televisiva Cannonball dal 1958 al 1959, del presidente Grant in due episodi della serie Le avventure di Rin Tin Tin dal 1955 al 1956, di Erle Stanley Gardner in 23 episodi della serie The Court of Last Resort dal 1957 al 1958, del capitano Carpenter in 13 episodi della serie Il fuggiasco dal 1963 al 1964 e numerosi altri personaggi secondari o ruoli da guest star in molti episodi di serie televisive dagli anni 50 agli anni 90.
La sua ultima apparizione sul piccolo schermo avvenne nell'episodio The Clown della serie televisiva A Man Called Shenandoah, andato in onda il 18 aprile 1966, che lo vede nel ruolo di Farrell, mentre per il grande schermo l'ultima interpretazione risale al film Sinfonia di guerra del 1968. Sempre per il cinema recitò in La guerra dei mondi nel ruolo di Alonzo Hogue, fu protagonista nel 1957 del film horror Il vampiro del pianeta rosso e interpretò Jim Maddison, uno dei sopravvissuti all'apocalisse atomica in Il mostro del pianeta perduto, questi ultimi due diretti e prodotti dal maestro del genere Roger Corman. Morì a Saint George's, Grenada, il 24 maggio 1969.

## Filmografia

### Cinema
- The Royal Mounted Rides Again, regia di Lewis D. Collins e Ray Taylor (1945)
- The Daltons Ride Again, regia di Ray Taylor (1945)
- Avventura (Adventure), regia di Victor Fleming (1945)
- Il cavaliere mascherato (The Fighting Guardsman), regia di Henry Levin (1946)
- The Scarlet Horseman, regia di Lewis D. Collins e Ray Taylor (1946)
- Anime ferite (Till the End of Time), regia di Edward Dmytryk (1946)
- Check Your Guns, regia di Ray Taylor (1948)
- Il terzo uomo (The Third Man), regia di Carol Reed (1949)
- Destinazione Budapest (Assignment: Paris), regia di Robert Parrish (1952)
- Bonzo Goes to College, regia di Frederick de Cordova (1952)
- I pirati della metropoli (The System), regia di Lewis Seiler (1953)
- La guerra dei mondi (The War of the Worlds), regia di Byron Haskin (1953)
- The Eddie Cantor Story, regia di Alfred E. Green (1953)
- La mano vendicatrice (Ride Clear of Diablo), regia di Jesse Hibbs (1954)
- La regina del Far West (Cattle Queen of Montana), regia di Allan Dwan (1954)
- L'uomo senza paura (Man Without a Star), regia di King Vidor (1955)
- La straniera (Strange Lady in Town), regia di Mervyn LeRoy (1955)
- Cinque colpi di pistola (Five Guns West), regia di Roger Corman (1955)
- The Beast with a Million Eyes, regia di David Kramarsky e Roger Corman (1955)
- La meticcia di fuoco (Apache Woman), regia di Roger Corman (1955)
- Gioventù bruciata (Rebel Without a Cause), regia di Nicholas Ray (1955)
- Pista insanguinata (The Fighting Chance), regia di William Witney (1955)
- Il mostro del pianeta perduto (Day the World Ended), regia di Roger Corman (1955)
- When Gangland Strikes, regia di R.G. Springsteen (1956)
- La pistola sepolta (The Fastest Gun Alive), regia di Russell Rouse (1956)
- La figlia del capo indiano (The White Squaw), regia di Ray Nazarro (1956)
- Everything But the Truth, regia di Jerry Hopper (1956)
- Una pistola per un vile (Gun for a Coward), regia di Abner Biberman (1957)
- Il vampiro del pianeta rosso (Not of This Earth), regia di Roger Corman (1957)
- Il vestito strappato (The Tattered Dress), regia di Jack Arnold (1957)
- L'aquila solitaria (The Spirit of St. Louis), regia di Billy Wilder (1957)
- I 27 giorni del pianeta Sigma (The 27th Day), regia di William Asher (1957)
- Il ritorno di Joe Dakota (Joe Dakota), regia di Richard Bartlett (1957)
- Tribunale senza magistrati (The World Was His Jury), regia di Fred F. Sears (1958)
- Il sentiero della violenza (Gunman's Walk), regia di Phil Karlson (1958)
- Eredità selvaggia (Wild Heritage), regia di Charles F. Haas (1958)
- La regina di Venere (Queen of Outer Space), regia di Edward Bernds (1958)
- Agguato nei Caraibi (The Gun Runners), regia di Don Siegel (1958)
- Il pistolero di Laredo (Gunmen from Laredo), regia di Wallace MacDonald (1959)
- Too Soon to Love, regia di Richard Rush (1960)
- Pagare o morire (Pay or Die), regia di Richard Wilson (1960)
- Ritratto in nero (Portrait in Black), regia di Michael Gordon (1960)
- Il buio in cima alle scale (The Dark at the Top of the Stairs), regia di Delbert Mann (1960)
- Cavalcarono insieme (Two Rode Together), regia di John Ford (1961)
- A Public Affair, regia di Bernard Girard (1962)
- L'uomo che uccise Liberty Valance (The Man Who Shot Liberty Valance), regia di John Ford (1962)
- Questo pazzo, pazzo, pazzo, pazzo mondo (It's a Mad, Mad, Mad, Mad World), regia di Stanley Kramer (1963)
- I temerari del West (The Raiders), regia di Herschel Daugherty (1963)
- Doringo! (The Glory Guys), regia di Arnold Laven (1965)
- Alle donne piace ladro (Dead Heat on a Merry-Go-Round), regia di Bernard Girard (1966)
- L'uomo che uccise il suo carnefice (A Covenant with Death), regia di Lamont Johnson (1967)
- Tempo di terrore (Welcome to Hard Times), regia di Burt Kennedy (1967)
- Sinfonia di guerra (Counterpoint), regia di Ralph Nelson (1968)

### Televisione
- Squadra mobile (Racket Squad) – serie TV, un episodio (1952)
- Il cavaliere solitario (The Lone Ranger) – serie TV, 2 episodi (1953-1955)
- I segreti della metropoli (Big Town) – serie TV, 2 episodi (1953-1956)
- You Are There – serie TV, 14 episodi (1953-1957)
- Hopalong Cassidy – serie TV, un episodio (1954)
- Scienza e fantasia (Science Fiction Theatre) – serie TV, episodi 1x10-1x23-2x25 (1955-1956)
- Le avventure di Rin Tin Tin (The Adventures of Rin Tin Tin) – serie TV, 2 episodi (1955-1956)
- Lux Video Theatre – serie TV, 2 episodi (1955-1957)
- I Led 3 Lives – serie TV, un episodio (1955)
- Schlitz Playhouse of Stars – serie TV, un episodio (1955)
- Dr. Harvey W. Wiley – film TV (1955)
- The Public Defender – serie TV, un episodio (1955)
- Crossroads – serie TV, episodio 1x01 (1955)
- Ford Star Jubilee – serie TV, un episodio (1955)
- Medic – serie TV, un episodio (1955)
- Steve Donovan, Western Marshal – serie TV, episodio 1x13 (1955)
- The 20th Century-Fox Hour – serie TV, episodi 2x01-2x09 (1956-1957)
- Have Camera Will Travel – film TV (1956)
- Chevron Hall of Stars – serie TV, un episodio (1956)
- Screen Directors Playhouse – serie TV, episodio 1x29 (1956)
- The Adventures of Dr. Fu Manchu – serie TV, un episodio (1956)
- Telephone Time – serie TV, episodio 2x08 (1956)
- The George Burns and Gracie Allen Show – serie TV, un episodio (1956)
- The Court of Last Resort – serie TV, 23 episodi (1957-1958)
- The Restless Gun – serie TV, episodi 1x08-1x33 (1957-1958)
- I racconti del West (Zane Grey Theater) – serie TV, 3 episodi (1957-1960)
- Gunsmoke – serie TV, 2 episodi (1957-1962)
- Broken Arrow – serie TV, un episodio (1957)
- Panico (Panic!) – serie TV, episodio 1x02 (1957)
- Cheyenne – serie TV, un episodio (1957)
- Navy Log – serie TV, episodio 3x01 (1957)
- Il tenente Ballinger (M Squad) – serie TV, episodio 1x04 (1957)
- Trackdown – serie TV, un episodio (1957)
- Suspicion – serie TV, un episodio (1957)
- Sugarfoot – serie TV, episodio 1x08 (1957)
- Cannonball – serie TV, 47 episodi (1958-1959)
- Have Gun - Will Travel – serie TV, 3 episodi (1958-1962)
- Death Valley Days – serie TV, 3 episodi (1959-1963)
- Bonanza – serie TV, 3 episodi (1959-1966)
- Avventure lungo il fiume (Riverboat) – serie TV, un episodio (1959)
- Carovane verso il west (Wagon Train) – serie TV, 6 episodi (1960-1963)
- Black Saddle – serie TV, un episodio (1960)
- Tightrope – serie TV, episodio 1x24 (1960)
- Disneyland – serie TV, un episodio (1960)
- The Alaskans – serie TV, episodio 1x30 (1960)
- Hawaiian Eye – serie TV, episodio 1x32 (1960)
- The Texan – serie TV, episodio 2x41 (1960)
- Ripcord – serie TV, episodi 1x12-2x05 (1961-1962)
- Laramie – serie TV, 2 episodi (1961-1962)
- Indirizzo permanente (77 Sunset Strip) – serie TV, 2 episodi (1961-1962)
- Gli intoccabili (The Untouchables) – serie TV, 3 episodi (1961-1963)
- Avventure in fondo al mare (Sea Hunt) – serie TV, un episodio (1961)
- Two Faces West – serie TV, un episodio (1961)
- Maverick – serie TV, episodio 4x22 (1961)
- Bronco – serie TV, un episodio (1961)
- Perry Mason – serie TV, un episodio (1961)
- Lotta senza quartiere (Cain's Hundred) – serie TV, un episodio (1961)
- The Tall Man – serie TV, un episodio (1961)
- The Dick Powell Show – serie TV, episodio 1x14 (1961)
- Il virginiano (The Virginian) – serie TV, 5 episodi (1962-1966)
- Il magnifico King (National Velvet) – serie TV, episodio 2x16 (1962)
- Tales of Wells Fargo – serie TV, un episodio (1962)
- Scacco matto (Checkmate) – serie TV, episodio 2x31 (1962)
- The New Breed – serie TV, episodio 1x36 (1962)
- Stoney Burke – serie TV, un episodio (1962)
- Alcoa Premiere – serie TV, un episodio (1962)
- Empire – serie TV, un episodio (1962)
- Il fuggiasco (The Fugitive) – serie TV, 13 episodi (1963-1965)
- The Wide Country – serie TV, episodio 1x17 (1963)
- G.E. True – serie TV, episodio 1x17 (1963)
- Sam Benedict – serie TV, un episodio (1963)
- La legge del Far West (Temple Houston) – serie TV, episodio 1x08 (1963)
- Sotto accusa (Arrest and Trial) – serie TV, episodio 1x15 (1964)
- La grande avventura (The Great Adventure) – serie TV, un episodio (1964)
- Destry – serie TV, un episodio (1964)
- Peyton Place – serie TV, 2 episodi (1964)
- The John Forsythe Show – serie TV, episodio 1x24 (1966)
- A Man Called Shenandoah – serie TV, episodio 1x31 (1966)